# Dicksonia domingensis
Dicksonia domingensis är en ormbunkeart som beskrevs av Nicaise Augustin Desvaux. Dicksonia domingensis ingår i släktet Dicksonia och familjen Dicksoniaceae. Inga underarter finns listade.